# Colotis vesta
The Veined Tip, Veined Orange, or Veined Golden Arab (Colotis vesta)là một loài bướm thuộc họ Pieridae. Nó được tìm thấy ở the Afrotropic ecozone.

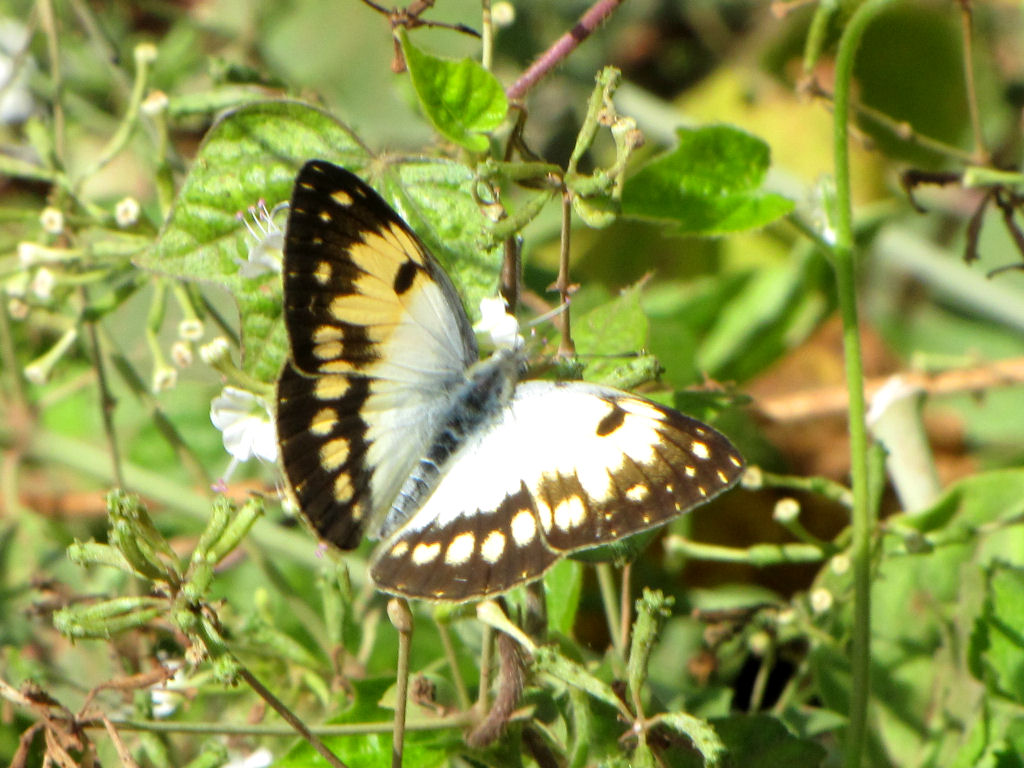
Lake Manyara National Park, Tanzania

Sải cánh dài 32–40 mm in males and 34–45 mm in females. The adults fly year-round, peaking vào cuối hè and autumn.
The larvae feed on Maerua angolensis.

## Phụ loài
The following subspecies are recognised:
- C. v. vesta (Reiche, 1849)
- C. v. amelia (Lucas, 1852)
- C. v. argillaceus (Butler, 1877)
- C. v. catachrysops (Butler, 1878)
- C. v. hanningtoni (Butler, 1883)
- C. v. mutans (Butler, 1877)
- C. v. princeps Talbot, 1939
- C. v. rhodesinus (Butler, 1893)
- C. v. velleda (Lucas, 1852)
- C. v. kagera Congdon, Kielland & Collins, 1998

## Hình ảnh

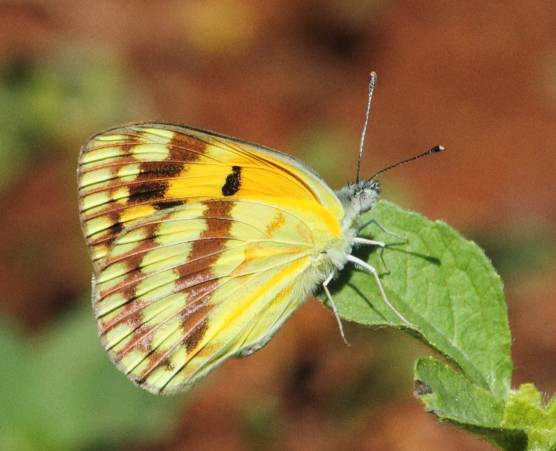